# Paeonia officinalis

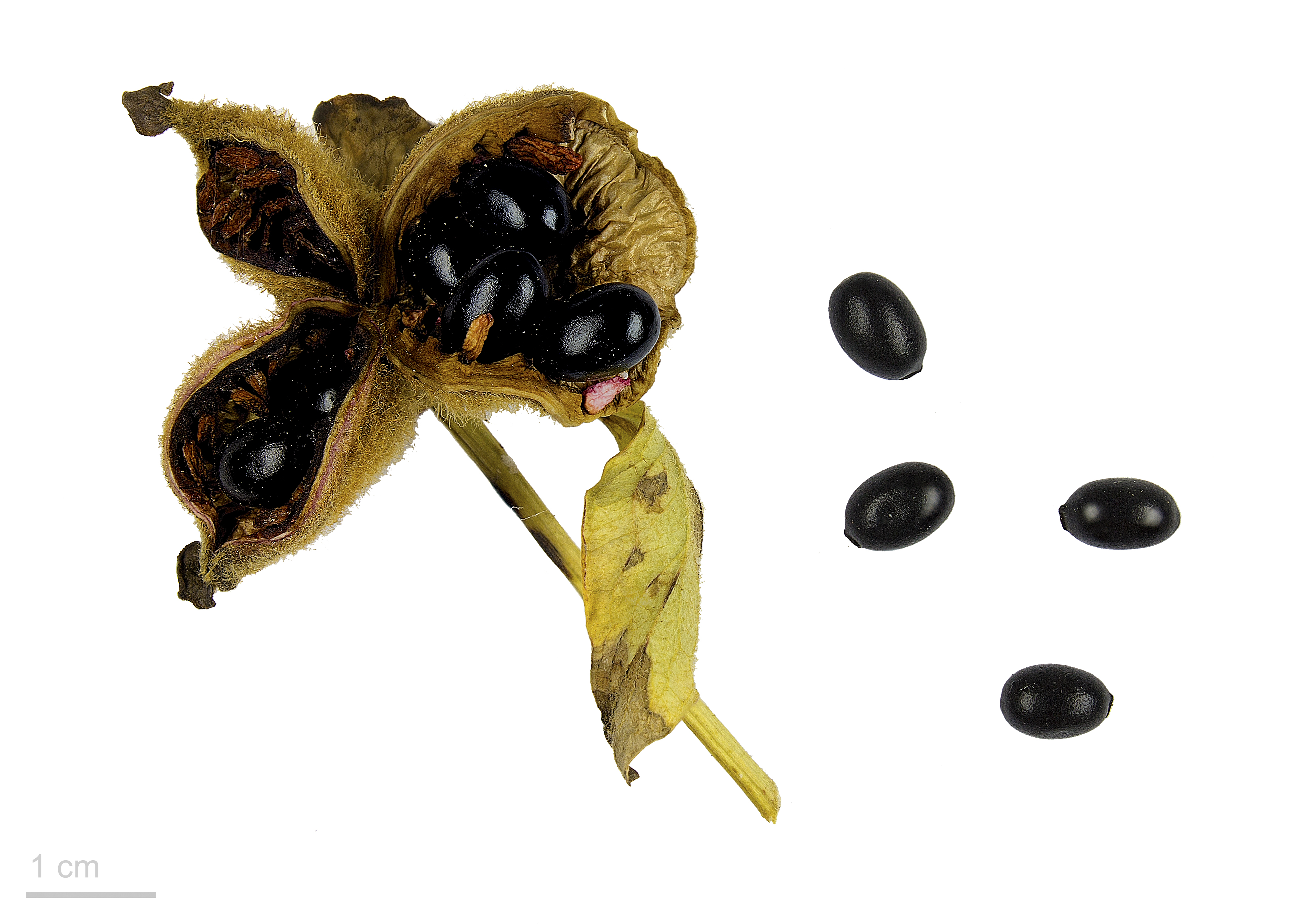
Paeonia officinalis

Paeonia officinalis là một loài thực vật trong chi Mẫu đơn, họ Mẫu đơn. Loài này là mẫu đơn thông dụng được trồng ở châu Âu trong 500 năm. Nó ban đầu được sử dụng cho mục đích y học, sau đó phát triển thành một cây cảnh. Nhiều loại được lựa chọn làm cây trồng trong vườn, mặc dù các loài điển hình không phổ biến. "Paeonia officinalis" được tìm thấy trong hoang dã ở châu Âu.